# Jeranglah Tinggi
Jeranglah Tinggi is een bestuurslaag in het regentschap Bengkulu Selatan van de provincie Bengkulu, Indonesië. Jeranglah Tinggi telt 1257 inwoners (volkstelling 2010).